# 989-й гаубичный артиллерийский полк
989-й гаубичный артиллерийский Печенгский Краснознамённый полк РГК — воинское подразделение Вооружённых сил СССР в Великой Отечественной войне.

## История
В действующей армии с 16.02.1943 по 19.11.1943 и с 05.03.1944 по 15.11.1944 года.
В феврале 1943 года передан в особую группу генерал-полковника Хозина, сосредоточившуюся южнее Залучья для ввода в прорыв 1-й ударной армии, однако передан вместе с группой в состав Северо-Западного фронта вёл частные наступательные бои в междуречье рек Ловать и Редья, затем до мая 1943 года находился на оборонительных позициях по реке Редья, в течение лета-осени 1943 года ведёт бои под Старой Руссой, после чего передан в резерв, а затем передан в 19-ю армию, находился в обороне на кандалакшском направлении, в июне 1944 года направлен на рубеж реки Свирь, где принял участие в Свирско-Петрозаводской операции. По её окончании, переброшен в Заполярье, где участвовал в Петсамо-Киркенесской операции, отличился при освобождении Петсамо. По окончании операции выведен в резерв и до конца войны находился в распоряжении Московского военного округа

## Полное наименование
- 989-й гаубичный артиллерийский Печенгский Краснознамённый полк РГК

## Подчинение
| Дата            | Фронт (округ)               | Армия      | Корпус | Дивизия | Примечания                                       |
| --------------- | --------------------------- | ---------- | ------ | ------- | ------------------------------------------------ |
| 01.03.1943 года | Северо-Западный фронт       | -          | -      | -       | -                                                |
| 01.04.1943 года | Волховский фронт            | 68-я армия | -      | -       | -                                                |
| 01.05.1943 года | Северо-Западный фронт       | 68-я армия | -      | -       | -                                                |
| 01.06.1943 года | Северо-Западный фронт       | 34-я армия | -      | -       | -                                                |
| 01.07.1943 года | Северо-Западный фронт       | 34-я армия | -      | -       | -                                                |
| 01.08.1943 года | Северо-Западный фронт       | 34-я армия | -      | -       | -                                                |
| 01.09.1943 года | Северо-Западный фронт       | 34-я армия | -      | -       | -                                                |
| 01.10.1943 года | Северо-Западный фронт       | 34-я армия | -      | -       | -                                                |
| 01.11.1943 года | Северо-Западный фронт       | 34-я армия | -      | -       | -                                                |
| 01.12.1943 года | Московский военный округ    | -          | -      | -       | -                                                |
| 01.01.1944 года | Резерв Ставки ВГК           | -          | -      | -       | -                                                |
| 01.02.1944 года | Резерв Ставки ВГК           | -          | -      | -       | -                                                |
| 01.03.1944 года | Прибалтийский военный округ | -          | -      | -       | -                                                |
| 01.04.1944 года | Карельский фронт            | 19-я армия | -      | -       | -                                                |
| 01.05.1944 года | Карельский фронт            | 19-я армия | -      | -       | -                                                |
| 01.06.1944 года | Карельский фронт            | 19-я армия | -      | -       | -                                                |
| 01.07.1944 года | Карельский фронт            | 7-я армия  | -      | -       | -                                                |
| 01.08.1944 года | Карельский фронт            | 7-я армия  | -      | -       | -                                                |
| 01.09.1944 года | Карельский фронт            | 7-я армия  | -      | -       | -                                                |
| 01.10.1944 года | Карельский фронт            | 14-я армия | -      | -       | -                                                |
| 01.11.1944 года | Карельский фронт            | 14-я армия | -      | -       | -                                                |
| 01.12.1944 года | Резерв Ставки ВГК           | -          | -      | -       | в составе полевого управления Карельского фронта |
| 01.01.1945 года | Московский военный округ    | -          | -      | -       | -                                                |
| 01.02.1945 года | Московский военный округ    | -          | -      | -       | -                                                |
| 01.03.1945 года | Московский военный округ    | -          | -      | -       | -                                                |
| 01.04.1945 года | Московский военный округ    | -          | -      | -       | -                                                |
| 01.05.1945 года | Московский военный округ    | -          | -      | -       | -                                                |

## Командиры
- Перлов Виктор Николаевич на 15.10.1944, полковник

## Награды и наименования
| Награда (наименование)             | Дата                                                       | За что получена |
| ---------------------------------- | ---------------------------------------------------------- | --- |
| Почётное наименование «Печенгский» | Приказ ВГК № 0354 от 31.10.1944 года                       | За освобождение города Петсамо (Печенги). |
| Орден Красного Знамени             | Указ Президиума Верховного Совета СССР от 2 июля 1944 года | За образцовое выполнение заданий командования в боях с немецко-финскими захватчиками при форсировании реки Свирь, прорыве сильно укреплённой обороны противника и проявленные при этом доблесть и мужество. |